# Układ RC
Układ RC (ang. Resistor Capacitor) – obwód elektryczny złożony z rezystora i kondensatora zasilany napięciem albo natężeniem prądu elektrycznego.

## Szeregowy obwód RC

Szeregowy obwód RC

Obwód dzielnika napięcia. Napięcie na kondensatorze jest równe:
{\displaystyle V_{C}(s)={\frac {1/Cs}{R+1/Cs}}V_{in}(s)={\frac {1}{1+RCs}}V_{in}(s)}
Napięcie na rezystorze jest równe:
{\displaystyle V_{R}(s)={\frac {R}{R+1/Cs}}V_{in}(s)={\frac {RCs}{1+RCs}}V_{in}(s)}

## Stała czasu

Czas {\displaystyle \tau } ładowania, rozładowywania kondensatora przez rezystor.
{\displaystyle V_{C}(t)=V\left(1-e^{-t/RC}\right)}
{\displaystyle V_{R}(t)=Ve^{-t/RC}}
{\displaystyle \tau =RC}
{\displaystyle \tau } oznacza czas, w jakim kondensator naładuje się do 63,2% napięcia źródła zasilania, {\displaystyle R} – rezystancja, {\displaystyle C} – pojemność elektryczna.
Dowolny inny czas można obliczyć za pomocą potęgowania liczby 0,999.
Przykład:
- 1 – 0,999500 = 0,39 = 0,5{\displaystyle \tau }
- 1 – 0,9991000 = 0,632 = 1{\displaystyle \tau }
- 1 – 0,9993000 = 0,95 = 3{\displaystyle \tau }